# Burr Point
Burr Point är en udde i Storbritannien.   Den ligger i distriktet Ards and North Down och riksdelen Nordirland, i den västra delen av landet, 500 km nordväst om huvudstaden London.
Terrängen inåt land är mycket platt. Havet är nära Burr Point österut.  Närmaste större samhälle är Donaghadee, 18,4 km norr om Burr Point. 